# Мазонгија (Таранто)
Мазонгија (итал. Masonghia) је насеље у Италији у округу Таранто, региону Апулија.
Према процени из 2011. у насељу је живело 254 становника. Насеље се налази на надморској висини од 98 м.